# Бургиба, Хабиб
Хаби́б Бурги́ба (берберский ⵃⴰⴱⵉⴱ ⴱⵓⵔⴳⵉⴱⴰ, фр. Habib Bourguiba, араб. حبيب بورقيبة‎, произн. Ḥabīb Būrqība, 3 августа 1903, Монастир, протекторат Тунис — 6 апреля 2000, Монастир, Тунис) — тунисский государственный и политический деятель, первый президент Туниса с 25 июля 1957 по 7 ноября 1987 года.
В 1920-х работал юристом во Франции. С возвращением на родину стал принимать активное участие в антиколониальном движении: в 1934 году стал одним из основателей «новой партии „Дестур“», возглавившей движение за независимость от Франции. Несколько раз арестовывался и изгонялся за пределы страны колониальными властями и в конце концов перешёл к переговорам с ними. 20 марта 1956 года Тунис был провозглашён независимым государством, 25 июля 1957 года монархия была упразднена, Бургиба занял пост президента.
С приходом к власти своими основными задачами считал развитие экономики, проведение нейтральной внешней политики, что выделяло его среди других арабских лидеров, модернизацию образовательной системы страны и борьбу с половым неравенством. Установил культ личности, провозгласивший его «Верховным бойцом», и однопартийную систему.

## Происхождение
Происходил из знатного османского рода, переселившегося из Стамбула в ливийский город Сирт. В 1793 году прадед Хабиба Мухаммед Бургиба эль-Кебир перебрался в Тунис из-за конфликтов между Ливией и Османской империей и вместе с семьёй, личным врачом, рабами и товарами обосновался в Монастире в районе-месте проживания выходцев из Триполи. Переселенцы быстро обосновались на новом месте, Мухаммед приобрёл в городе известность как благотворитель. В 1803 году родился дед Бургибы Мухаммед, со смертью Мухаммеда-старшего унаследовавший его состояние.
Годы спустя правящая династия Хусейнидов начала осуществлять дорогостоящие реформы, направленные на предотвращение колонизации и создание структур, подобных европейским, а также начала выплаты по государственному долгу, что вызвало повышение налогов, и в 1864 году вспыхнули народные восстания, которые были жестоко подавлены. Мухаммед и его брат были арестованы как влиятельные в Монастире фигуры, помещены в лагерь к западу от города и выпущены на условиях отказа от фамильной собственности. На тот момент 14-летний отец Хабиба Али был взят в заложники арестовавшим братьев генералом Ахмедом Зуруком, который увидел в мальчике потенциал и предложил Али записаться в армию. Той же ночью его отец скончался, и отец Бургибы принял предложение.
В 1880 году Али вышел в отставку и женился, через год став отцом своего старшего сына Мухаммеда, затем ещё четырёх сыновей, один из которых умер во младенчестве, и двух дочерей. Через некоторое время отец Хабиба возглавил «триполийский» район и вошёл в состав городского руководства.

## Ранняя жизнь и образование

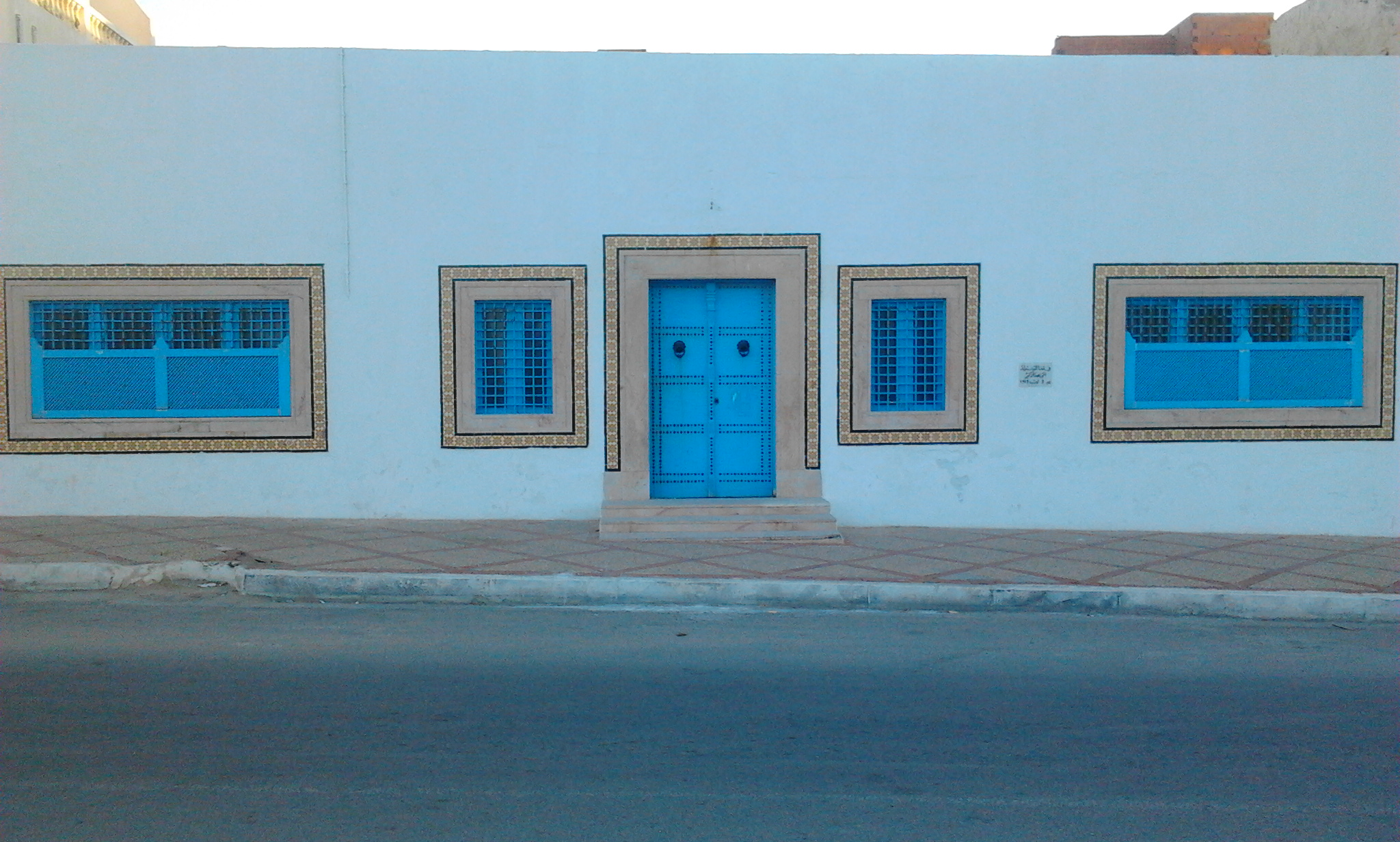
Родной дом Бургибы в Монастире

Согласно официальным документом, родился 3 августа 1903 года, однако позже заявлял, что родился годом раньше, а неправильная дата — результат канцелярской ошибки, допущенной при поступлении в юридическую школу в 1924 году; по другой версии, ошибка была допущена его родителями намеренно с целью избежать призыва сына в армию. Был самым младшим из сыновей в семье, воспитывался в окружении женщин, что впоследствии сподвигло его на борьбу за равноправие полов. Несмотря на финансовые трудности, отец сумел дать детям образование: Хабиб поступил во франко-арабскую школу в Монастире, но вскоре Али, недовольный качеством обучения там, в 1907 году отправил сына в столицу страны город Тунис, где тот в том же году поступил в колледж Садики, где большую часть времени занимало преподавание Корана. Проживал в старом городе вместе с братом Мухаммедом.
В 1917 году вместе с отцом присутствовал на похоронах видного националиста Башира Сфара, затем встречал вернувшегося в страну из изгнания будущего основателя партии «Дестур», боровшейся с колониальным владычеством, Абдель-Азиза Сальби. В том же году Хабиб провалил экзамен по арабскому языку, необходимый для поступления на административную должность, и был оставлен на второй год на 1919—1920 учебный год, однако из-за госпитализации, вызванной пищевым отравлением, будучи ослабленным плохими условиями жизни, был вынужден бросить учёбу и переселиться к брату Махмуду в Эль-Кеф, где вращался в кругу его друзей и проживал до января 1922 года. Там же принял решение о продолжении обучения и захотел учиться на юриста в метрополии, встретив понимание лишь у Махмуда, и с его помощью поступил в лицей Карно, где столкнулся с дискриминацией коренного населения. Будучи принятым в класс слабоуспевающих, хорошо учился и много времени проводил в библиотеках. В 1924 году поступил в Парижский университет, где изучал право и политологию и познакомился со своей первой женой Матильдой Лоррэн, от которой в 1927 году родился сын Хабиб-младший.

## Начало политической карьеры
В том же году окончил университет и вместе с семьёй вернулся на родину, где сразу же принял участие в антиколониальном движении, вступил в партию «Дестур» и вошёл в состав её исполнительного комитета и начал публиковаться в газетах. В 1931 году был арестован властями метрополии по обвинению в разжигании межнациональной розни, после чего начал выпускать газету «L’Action Tunisienne», в которой призывал к более активному сопротивлению французам. В августе 1933 года из-за разногласий с политикой партии покинул её и 11 марта 1934 года основал «новую партию „Дестур“», став генеральным секретарём её политбюро.
В сентябре 1934 года вместе со сторонниками был вновь арестован. Содержался в сахарской крепости Борж-Лебёф, откуда вместе с большей частью единомышленников был освобождён в апреле 1936 года. После жестокого подавления антиколониального восстания 9 апреля 1938 года 10 июня 1939 в очередной раз был подвергнут аресту вместе с соратниками по обвинению в заговоре против властей и подстрекательстве к гражданской войне. Осенью того же года был приговорён к тюремному заключению, в мае 1940 года был переведён во Францию, где отбывал срок в нескольких тюрьмах, пока осенью 1942 года не был освобождён немецкой администрацией и направлен в Шалон-сюр-Сон. Пытаясь ослабить сопротивление во французских колониях в Северной Африке, министерство иностранных дел Италии в январе 1943 года устроило Хабибу официальный приём в Риме, затем убедило его распространить обращение тунисскому народу о прекращении борьбы, однако 7 апреля 1943 года по возвращении на родину Бургиба повторил тезисы послания, направленного из тюрьмы в августе прошлого года: Германия обречена проиграть, а независимость Туниса, добывание которой Хабиб назвал вопросом жизни и смерти, может быть достигнута только после победы союзников.

## Борьба за независимость

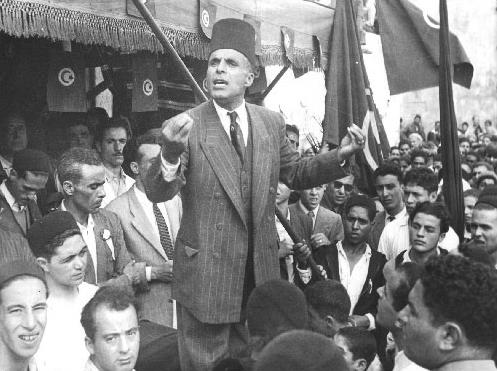
Бургиба произносит речь в Бизерте, 1952

После окончания Второй мировой войны предпринял несколько бесплодных попыток начать переговоры с колониальными властями, после чего пришёл к выводу, что борьба тунисцев за независимость нуждается в международном освещении. В марте 1945 года тайно покинул страну, на рыбацкой лодке прибыв в Ливию, затем добравшись до Каира, откуда совершал поездки в Сирию и Ливан, посещал штаб-квартиры Лиги арабских государств и ООН в декабре 1946 года с целью привлечения внимания к деколонизации Туниса и помощи в этом. 8 сентября 1949 года вернулся на родину. В апреле следующего года представил программу из семи пунктов по упразднению колониальной администрации и восстановлению независимости Туниса, в 1951 году снова отправившись в поездки по миру с целью продвижения собственного плана. Из-за отказа французского правительства в сотрудничестве призвал к восстанию против колониальных властей и 18 января 1952 года был арестован, затем переведён отбывать наказание в метрополию.
В 1954 году пост премьер-министра Франции занял Пьер Мендес-Франс, начавший процесс деколонизации Туниса. 1 июня 1955 года Хабиб был выпущен на свободу. После провозглашения страны автономией тяжело шедшие переговоры продолжились, и 20 марта 1956 года Тунис был провозглашён независимым, Бургиба занял посты премьер-министра, министра иностранных дел и председателя Национальной ассамблеи.

## Президентство
25 июля 1957 года монархия была упразднена, Хабиб Бургиба стал первым президентом республики. Установил в Тунисе авторитарное правление, наделив себя широкими полномочиями, ограничил свободы населения, организовал цензуру и преследование политических оппонентов, а также культ собственной личности, прославлявший его как «верховного борца» нации. Под жестким контролем главы государства находились средства массовой информации страны. Был принят новый гимн, содержавший его упоминание как лидера страны. Осуществил социальные, направленные на модернизацию здравоохранения и образования, ликвидацию неграмотности, расширение прав женщин — дал им право на развод, запретил многожёнство и установил минимальный брачный возраст в 17 лет, публично осуждал ношение паранджи, называя её «ненавистной тряпкой»; и экономические преобразования, ставившие своей целью развитие инфраструктуры страны и борьбу с практикой вакуфа. После неудавшегося эксперимента, в рамках которого под руководством занимавшего ряд министерских должностей Ахмеда Бен Салаха внедрялась концепция социалистической экономики, в 1970-х провёл либеральные реформы, что привело к росту и укреплению частного сектора. В марте 1975 года Национальной ассамблеей были внесены поправки в конституцию, провозглашавшие Бургибу пожизненным президентом. В 1980-х столкнулся с нарастающей бедностью населения и угрозой со стороны Партии возрождения. Падение цен на нефть в конце 1983 года ухудшило и так неблагоприятную экономическую обстановку, и правительство было вынуждено обратиться за займом в Международный валютный фонд, предоставленным на условиях сокращения бюджетных расходов и проведения реформ. 29 декабря 1983 года было объявлено об отмене льгот на производство хлеба и муки, что вызвало их рост в цене и привело к хлебным бунтам. После того, как беспорядки перекинулись на столицу страны и город Сфакс, 4 января 1984 года было объявлено чрезвычайное положение. К 5 числу бунты были жестоко подавлены властями, в результате чего погибло более 150 человек. 6 января Бургиба объявил о прекращении роста цен на муку и хлеб.
Во внешней политике придерживался прозападных позиций, оспаривал роль президента Египта Насера как панарабского лидера. В марте 1965 года произнёс речь, в которой призвал к примирению израильтян и палестинцев на основе плана ООН по разделу Палестины. В январе 1974 года после двух лет отказов подписал соглашение об объединении с Ливией в Арабскую Исламскую Республику, предусматривавшее сохранение за ним поста президента и назначение Каддафи министром обороны, однако референдум, назначенный на 20 марта, был объявлен неконституционным и не состоялся из-за протестов внутри Туниса. После подписания Кэмп-Дэвидских соглашений в 1979 году в столице страны разместилась штаб-квартира Лиги арабских государств, в 1982 году город стал базой Организации освобождения Палестины, покинувшей охваченный гражданской войной ливанский Бейрут. 1 октября 1985 года Израиль осуществил операцию «Деревянная нога» против ООП, разбомбив её тунисскую штаб-квартиру, в результате чего погибли и мирные граждане. Инцидент вызвал значительное ухудшение отношений Израиля с США.
Конец правления Хабиба ознаменовался ростом исламизма и клиентелизма, а также серьёзным ухудшением состояния его здоровья. 7 ноября 1987 года президент Туниса по состоянию здоровья в соответствии с конституцией был смещён премьер-министром бен Али и помещён под домашний арест в резиденции в своём родном городе Монастире, где и скончался 6 апреля 2000 и был похоронен в ранее выстроенном для себя мавзолее.
Ещё с лета 1988 года началась повсеместная ликвидация памятников в его честь.

## Личная жизнь
В 1925 году, будучи студентом в Париже, Хабиб Бургиба познакомился с Матильдой Лоррен, у которой поселился. Во время летних каникул еще в Тунисе он узнал, что она беременна: Хабиб Бургиба-младший, его единственный ребенок, родился 9 апреля 1927 года в Париже. Пара поженилась в августе того же года, после возвращения в Тунис. После обретения независимости Матильда получила тунисское гражданство, приняла ислам и приняла имя Муфида. 21 июля 1961 г. они развелись.
12 апреля 1962 года Бургиба женился на Вассиле Бен Аммар, женщине из семьи тунисской буржуазии, которую он знал 18 лет. Вместе они удочерили девочку по имени Хаджер. Вассила приняла большее участие в политике из-за ухудшения здоровья своего мужа, что дало ей титул Маджды (Почтенной). Пара развелась 11 августа 1986 года простым заявлением и без каких-либо официальных судебных разбирательств.